# Macrocephalon
Macrocephalon is een geslacht van vogels uit de familie van de grootpoothoenders (Megapodiidae).

## Soorten
Het geslacht kent de volgende soort:
- Macrocephalon maleo – Hamerhoen